# Zračni ležaj
Zračni (pnevmatski) ležaj je tip ležaja, pri katerem se uporablja stisnjen zrak. Sloj zraka med površinami preprečuje kontakt, kar zmanjša obrabo in ni potrebno mazalno olje. Pri zračnih ležajih ni kotalnega trenja, so pa majhne izgube zaradi viskoznosti zraka. Velikokrat se uporabljajo v visokohitrostnih aplikacijah.  
Obstajata dva glavna tipa: aerodinamični in aerostatični ležaj.